# Niebiesko-Czarni
Niebiesko-Czarni (русск. «Сине-чёрные») — вокально-инструментальный ансамбль, созданный в 1962 году в Польше в г. Гдыня. Основателями ансамбля считаются польские музыкальные деятели — Франтишек Валицки и Ежи Косселя.

## История группы
Первый концерт группы Niebiesko-Czarni состоялся 24 марта 1962 года в клубе «Żak» в Гданьске. В июне того же года, при участии Чеслава Выджицкого (Немена), ансамбль занял первое место на Фестивале молодых талантов, выиграв кубок «Вечернего экспресса». В сентябре состоялось первое выступление на радио, а в ноябре ансамбль записал свою первую пластинку. В течение 1962—1963 Niebiesko-Czarni были ведущей группой клуба «Non-stop» в Сопоте. В январе 1963, один из основателей группы, Ежи Косселя был призван в армию. Его место в ансамбле занял Януш Поплавски. В течение июля и августа ансамбль покинули: Даниэль Даниловски, Генрик Зомерски и Ежи Ковальски. Их места заняли: Збигнев Берноляк, Збигнев Подгайны и Анджей Небески. С 1963 года в клубе «Non-Stop» вместе с ансамблем начал выступать Михай Бурано, с именем которого тесно связано становление рок-н-ролла и бит-музыки в Польше. Инициировав акцию «польская молодёжь поёт польские песни», Niebiesko-Czarni дали множество концертов по всей Польше. В этом же году ансамбль принял участие в фестивале Польской песни в Ополе, где получил приз за польскоязычный репертуар и культуру исполнения. Кроме того, с 1963 по 1966 вместе с ансамблем постоянно выступала девичья вокальная группа «Błękitne Pończochy» в составе: Катажина Василевска, Мария Дзительска и Ада Русович, которая впоследствии стала основной вокалисткой Niebiesko-Czarni. В декабре 1963, при участии таких вокалистов как Михай Бурано, Чеслав Немен, и Хелена Майданец, ансамбль принял участие во французском международном шоу «Les idoles des Jeunes», выступив в парижской «Олимпии», а затем Niebiesko-Czarni записали свою первую пластинку в Западной Европе.
В январе 1964 к ансамблю присоединился вокалист Войцех Корда, который с июля, после ухода из группы Кшиштофа Кленчона, также начал выполнять и функции гитариста. В этом же году группа выступила в первой части варшавского концерта Марлен Дитрих. В 1963—1965 Niebiesko-Czarni многократно получали награды на Фестивале польской песни в Ополе, также в 1965 году ансамбль выступил в Сопоте на V Международном фестивале песни, где принял участие в концерте «Na płytach całego świata».
В июле 1965 Анджей Небески, Збигнев Берноляк и Влодзимеж Вандер создали группу Polanie, покинув Niebiesko-Czarni. Их заменили Кшиштоф Вишняровски и Тадеуш Глуховски, пришедшие из ансамбля Tony. В ноябре 1966 года из группы ушёл Чеслав Немен и создал собственный ансамбль Akwarele. В 1966 году Niebiesko-Czarni вместе с Михаем Бурано выиграли главный приз Фестиваля песни в Ренн, Франция. А в Париже, при участии Войцеха Корды, заняли первое место на рок-турнире «Sur le tremplin» в молодёжном клубе «Golf Drouot». В 1967 ансамбль покинули: Кшиштоф Вишняровски (его заменил Кшиштоф Потоцки), Хелена Майданец и Пётр Янчерски. В ночь с 31 октября на 1 ноября Niebiesko-Czarni выступили на Радио Люксембург, предварительно выступив в странах Бенилюкса.
В 1968 году ансамбль пополнился дуэтом саксофонистов, в состав которого входили Веслав Жакович и Мирослав Полярек. В конце 1960-х Niebiesko-Czarni дали множество концертов по всему миру. Ансамбль выступил в следующих странах: Швеция, Югославия, Венгрия, Бельгия, Нидерланды, Франция, Финляндия, Болгария, Канада,ФРГ, США, СССР. В 1971 году группа выступила в американской телепередаче «The Ed Sullivan Show». После возвращения из США, начали работу над первой польской рок-оперой «Naga», аудиоверсия которой была издана в 1972 году на двух пластинках. Её премьерная постановка состоялась 22 апреля 1973 в музыкальном театре в Гдыне. Было дано около 150 представлений, большая часть которых прошла за рубежом. 30 июня 1976 года группа дала концерт во Львове (СССР), после этого концерта было объявлено о роспуске ансамбля.
Но в мае 1977 состоялся ещё один концерт в ККЗ "Украина" в Харькове.
За свою четырнадцатилетнюю историю Niebiesko-Czarni записали множество пластинок, общий тираж которых составил 3,5 миллиона. Также ансамбль дал около 3000 концертов, за время гастролей проехал около 245 тыс. километров.
Более того, Niebiesko-Czarni выступали и в фильмах. Группу можно увидеть в таких кинолентах как «Два ребра Адама» (реж. Януш Моргенштерн), «Самозванец с гитарой» (реж. Ежи Пассендорфер), а также в телефильмах «Слоёный пирог», «Санный поезд» и «Могло быть по-другому».
В 1986, 1987, 1992, 2002 годах ансамбль возобновлял свою деятельность на очень короткий промежуток времени. Например, в 1986 группа была возрождена для выступления на концерте «Old Rock Meeting», где приняли участие многие родоначальники рок-музыки в Польше. А в 1992 году Niebiesko-Czarni участвовали в концерте в Познани, который был посвящён памяти Ады Русович.
| Имя и фамилия          | Роль в ансамбле                  | Время в ансамбле                                |
| ---------------------- | -------------------------------- | ----------------------------------------------- |
| Збигнев Берноляк       | бас-гитара                       | июль 1963 — июнь 1965                           |
| Мирослав Бобровски     | вокал                            | март 1962                                       |
| Михай Бурано           | вокал                            | июль 1963 — август 1966                         |
| Ежи Домбровски         | перкуссия                        | 1971; 1973 — 30 июня 1976                       |
| Даниэль Даниловски     | пианино                          | март 1962 — июль 1963                           |
| Бернард Дорновски      | вокал                            | март 1962 — июль 1963                           |
| Тадеуш Глуховски       | перкуссия                        | июль 1965 — ноябрь 1970                         |
| Пётр Янчерски          | конферансье, вокал               | весна 1963 — июль 1967                          |
| Анджей Ясински         | гитара                           | апрель 1962 — октябрь 1962                      |
| Павел Ющенко-Ресон     | гитара                           | март 1962                                       |
| Кшиштоф Кленчон        | гитара, вокал                    | октябрь 1962 — июль 1964                        |
| Войцех Корда           | гитара, вокал                    | январь 1964 — 30 июня 1976                      |
| Ежи Косселя            | гитара, музыкальный руководитель | март 1962 — декабрь 1962                        |
| Ежи Ковальски          | перкуссия                        | март 1962 — июль 1963                           |
| Хелена Майданец        | вокал                            | октябрь 1963 — июль 1967                        |
| Анджей Небески         | перкуссия                        | июль 1963 — июнь 1965; март 1972 — октябрь 1972 |
| Чеслав Немен           | вокал                            | октябрь 1962 — ноябрь 1966                      |
| Анджей Павлик          | бас-гитара                       | март 1971 — октябрь 1972                        |
| Збигнев Подгайны       | пианино, органы                  | июль 1963 — 30 июня 1976                        |
| Мирослав Полярек       | тенор- и альт-саксофон           | январь 1968 — март 1971                         |
| Кшиштоф Потоцки        | бас-гитара                       | август 1967 — март 1971                         |
| Януш Поплавски         | гитара                           | январь 1963 — 30 июня 1976                      |
| Бенедикт Радецки       | перкуссия                        | ноябрь 1970 — ноябрь 1971                       |
| Ада Русович            | вокал                            | сентябрь 1963 — 30 июня 1976                    |
| Иоахим Жихонь          | бас-гитара                       | ноябрь 1972 — 30 июня 1976                      |
| Данута Скожиньска-Шаде | танец                            | март 1962                                       |
| Марек Шчепковски       | вокал                            | март 1962 — июль 1963                           |
| Марек Слязик           | перкуссия                        | февраль 1972 — март 1972                        |
| Влодимеж Вандер        | тенор-саксофон                   | июль 1962 — август 1965                         |
| Кшиштоф Вишняровски    | бас-гитара                       | июнь 1965 — июнь 1967                           |
| Генрик Зомерски        | бас-гитара                       | март 1962 — июль 1963                           |
| Веслав Жакович         | тенор- и альт-саксофон           | январь 1968 — 30 июня 1976                      |

## Избранная дискография
- Niebiesko-Czarni (1966)
- Alarm (1967)
- Mamy Dla Was kwiaty (1968)
- Twarze (1969)
- Naga I (1972)
- Naga II (1972)
- Przezyjmy To Jeszcze Raz (1987)
- Koncert Dla Ady (1993)
- Live 68' (2001)
- Przezyjmy To Jeszcze Raz (1987)
- 45rpm Kolekcja Singli I Czworek (2005)
- Old Rock Meeting A.D. 1986 (2006)